# Macromitrium fragilicuspis
Macromitrium fragilicuspis là một loài rêu trong họ Orthotrichaceae. Loài này được Cardot mô tả khoa học đầu tiên năm 1909.